# Kuruabaru River
Kuruabaru River är ett vattendrag i Guyana.   Det ligger i regionen Upper Demerara-Berbice, i den centrala delen av landet, 150 km söder om huvudstaden Georgetown.